# 小行星4301
小行星4301（4301 Boyden）是一颗绕太阳运转的小行星，为主小行星带小行星。该小行星于1966年8月7日发现。

## 轨道参数
小行星4301的轨道半长轴为3.1055364 UA，离心率为0.121。